# Перовка
Перовка (рус. Перовка, фин. Perojoki) река је која протиче преко централних делова Виборшког рејона, односно Карелијске превлаке, на западу Лењинградске области (на северозападу европског дела Руске Федерације).
Отока је Великог Кириловског језера из којег истиче на око 3 km од насеља Кириловско. Тече у смеру северозапада и након 47 km тока улива се у Краснохолмско језеро на периферији града Виборга. Како је Краснохолмско језеро мањом протоком повезано са Сајменским каналом и Виборшким заливом, тако се река Перовка налази у сливном подручју Балтичког мора.
На обалама Перовке налазе се насеља Перово (по којем је река и добила име) и Гончарово.